# Dead End Circle
Dead End Circle jest debiutanckim albumem zespołu Coma Divine wydanym w sierpniu 2011 nakładem wytwórni Oblivion/SPV GmbH.
Album w wersji CD zawiera 11 utworów, natomiast wersja iTunes zawiera ich 12. Płyta została wydana tylko w postaci digipaku.

## Lista utworów
| #   | Tytuł                                 | Czas trwania |
| --- | ------------------------------------- | ------------ |
| 1.  | Burn, Sister                          | 4:56         |
| 2.  | Rotten World                          | 4:59         |
| 3.  | The Odd One Out                       | 4:47         |
| 4.  | I Remember                            | 3:31         |
| 5.  | From Time to Time                     | 3:28         |
| 6.  | Praise The Fallen                     | 3:56         |
| 7.  | Reason to Live                        | 3:59         |
| 8.  | Secret Lover                          | 3:54         |
| 9.  | Fast Lane                             | 2:39         |
| 10. | About a Girl                          | 4:11         |
| 11. | Dead End                              | 8:34         |
| 12. | Everything You Want (utwór dodatkowy) | 3:15         |